# Alexandru Pașcanu
Alexandru Pașcanu (Bârlad, 28 settembre 1998) è un calciatore rumeno, difensore del Rapid Bucarest.

## Caratteristiche tecniche
È un terzino destro.

## Carriera

### Club
Cresciuto nelle giovanili del Leicester City, il 30 agosto 2019 si è trasferito al Cluj, con il quale ha debuttato tra i professionisti.
Dopo essere stato ceduto in prestito nel gennaio 2020 al Voluntari, il 28 agosto 2020 viene nuovamente ceduto a titolo temporaneo, questa volta agli spagnoli del Ponferradina. Dopo tre stagioni passa in prestito allo Sporting Gijón, sempre in Segunda División.
Fa ritorno in Romania nelle file del Rapid Bucarest nella stagione 2024-2025.

### Nazionale
Nel marzo del 2023, Pașcanu ha ricevuto la sua prima convocazione ufficiale con la nazionale maggiore rumena, in vista degli incontri di qualificazione al campionato europeo del 2024 con Andorra e la Bielorussia.
Ha esordito il 19 novembre 2024 nel successo per 4-1 in Nations League contro Cipro.

## Statistiche

### Presenze e reti nei club
Statistiche aggiornate al 2 luglio 2025.
| Stagione              | Squadra               | Campionato            | Campionato | Campionato | Coppe nazionali | Coppe nazionali | Coppe nazionali | Coppe continentali | Coppe continentali | Coppe continentali | Altre coppe | Altre coppe | Altre coppe | Totale | Totale | Totale |
| Stagione              | Squadra               | Comp                  | Pres       | Reti       | Comp            | Pres            | Reti            | Comp               | Pres               | Reti               | Comp        | Pres        | Reti        | Pres   | Reti   |        |
| --------------------- | --------------------- | --------------------- | ---------- | ---------- | --------------- | --------------- | --------------- | ------------------ | ------------------ | ------------------ | ----------- | ----------- | ----------- | ------ | ------ | ------ |
| 2019-gen. 2020        | CFR Cluj              | L1                    | 4          | 0          | CR              | 1               | 0               | UEL                | 0                  | 0                  |             | -           | -           | 5      | 0      |        |
| gen.-giu. 2020        | Voluntari             | L1                    | 19         | 1          | CR              | 0               | 0               | -                  | -                  | -                  | -           | -           | -           | 19     | 1      |        |
| 2020-2021             | Ponferradina          | SD                    | 33         | 1          | CS              | 1               | 0               | -                  | -                  | -                  | -           | -           | -           | 34     | 1      |        |
| 2021-2022             | Ponferradina          | SD                    | 36         | 2          | CS              | 1               | 0               | -                  | -                  | -                  | -           | -           | -           | 37     | 2      |        |
| 2022-2023             | Ponferradina          | SD                    | 36         | 2          | CS              | 0               | 0               | -                  | -                  | -                  | -           | -           | -           | 36     | 2      |        |
| Totale Ponferradina   | Totale Ponferradina   | Totale Ponferradina   | 105        | 5          |                 | 2               | 0               |                    | -                  | -                  |             | -           | -           | 107    | 5      |        |
| 2023-2024             | Sporting Gijón        | SD                    | 26         | 1          | CS              | -               | -               | -                  | -                  | -                  | -           | -           | -           | 26     | 1      |        |
| 2024-2025             | Rapid Bucarest        | L1                    | 31         | 3          | CR              | 3               | 0               | -                  | -                  | -                  | -           | -           | -           | 34     | 3      |        |
| 2025-2026             | Rapid Bucarest        | L1                    | -          | -          | CR              | -               | -               | -                  | -                  | -                  | -           | -           | -           | -      | -      |        |
| Totale Rapid Bucarest | Totale Rapid Bucarest | Totale Rapid Bucarest | 31         | 3          |                 | 3               | 0               |                    | -                  | -                  |             | -           | -           | 34     | 3      |        |
| Totale carriera       | Totale carriera       | Totale carriera       | 185        | 10         |                 | 6               | 0               |                    | -                  | -                  |             | -           | -           | 191    | 10     |        |

### Cronologia presenze e reti in nazionale
| Cronologia completa delle presenze e delle reti in nazionale ― Romania | Cronologia completa delle presenze e delle reti in nazionale ― Romania | Cronologia completa delle presenze e delle reti in nazionale ― Romania | Cronologia completa delle presenze e delle reti in nazionale ― Romania | Cronologia completa delle presenze e delle reti in nazionale ― Romania | Cronologia completa delle presenze e delle reti in nazionale ― Romania | Cronologia completa delle presenze e delle reti in nazionale ― Romania | Cronologia completa delle presenze e delle reti in nazionale ― Romania |
| Data                                                                   | Città                                                                  | In casa                                                                | Risultato                                                              | Ospiti                                                                 | Competizione                                                           | Reti                                                                   | Note                                                                   |
| ---------------------------------------------------------------------- | ---------------------------------------------------------------------- | ---------------------------------------------------------------------- | ---------------------------------------------------------------------- | ---------------------------------------------------------------------- | ---------------------------------------------------------------------- | ---------------------------------------------------------------------- | ---------------------------------------------------------------------- |
| 18-11-2024                                                             | Bucarest                                                               | Romania                                                                | 4 – 1                                                                  | Cipro                                                                  | UEFA Nations League 2024-2025 - 1º turno                               | -                                                                      |                                                                        |
| Totale                                                                 |                                                                        | Presenze                                                               | 1                                                                      |                                                                        | Reti                                                                   | 0                                                                      |                                                                        |